# Cordia subcordata
Cordia subcordata es una especie de árbol perteneciente a la familia Boraginaceae, que se produce en el este de África, el sur de Asia, el sudeste de Asia, el norte de Australia y las islas del Pacífico.

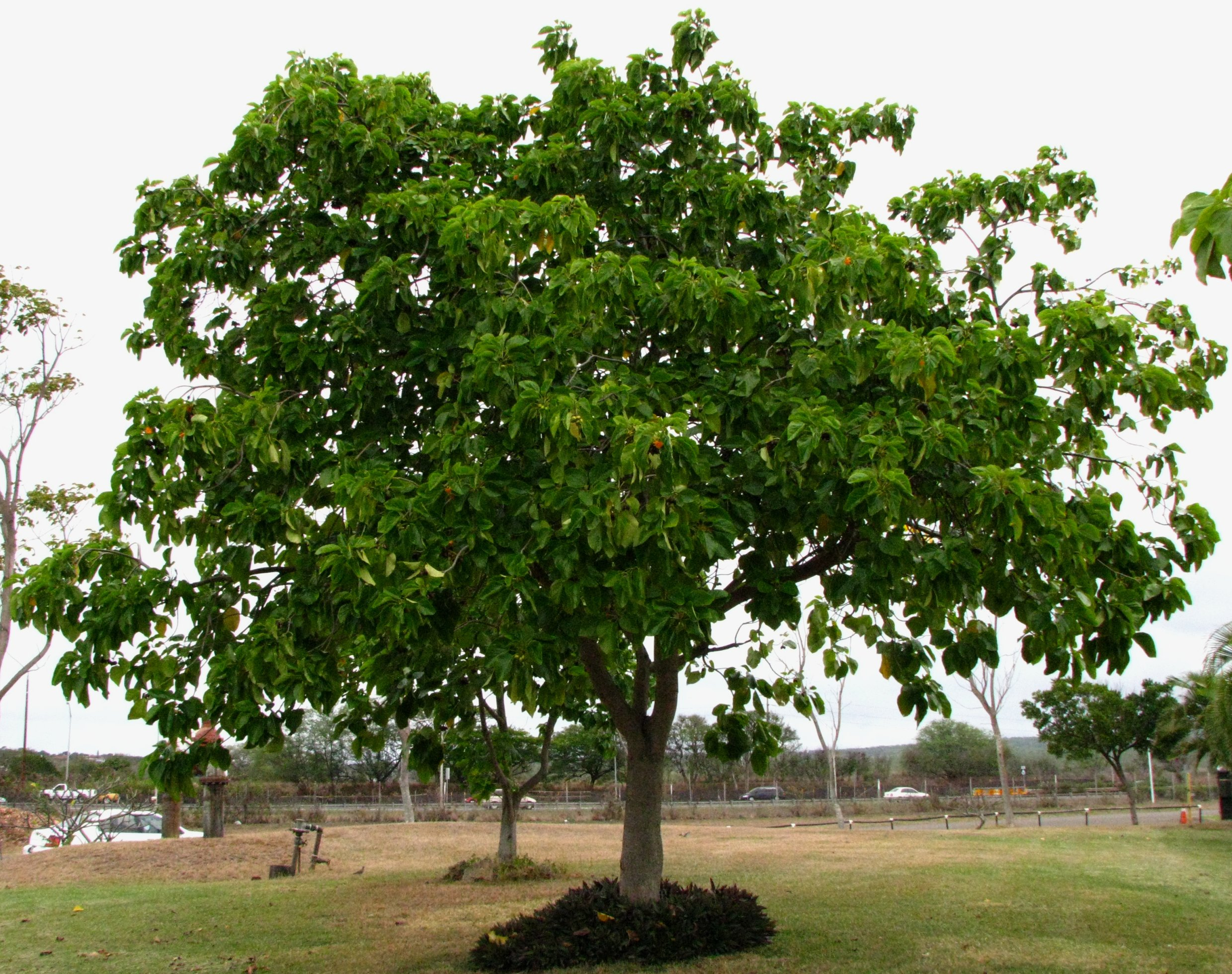
Vista del árbol

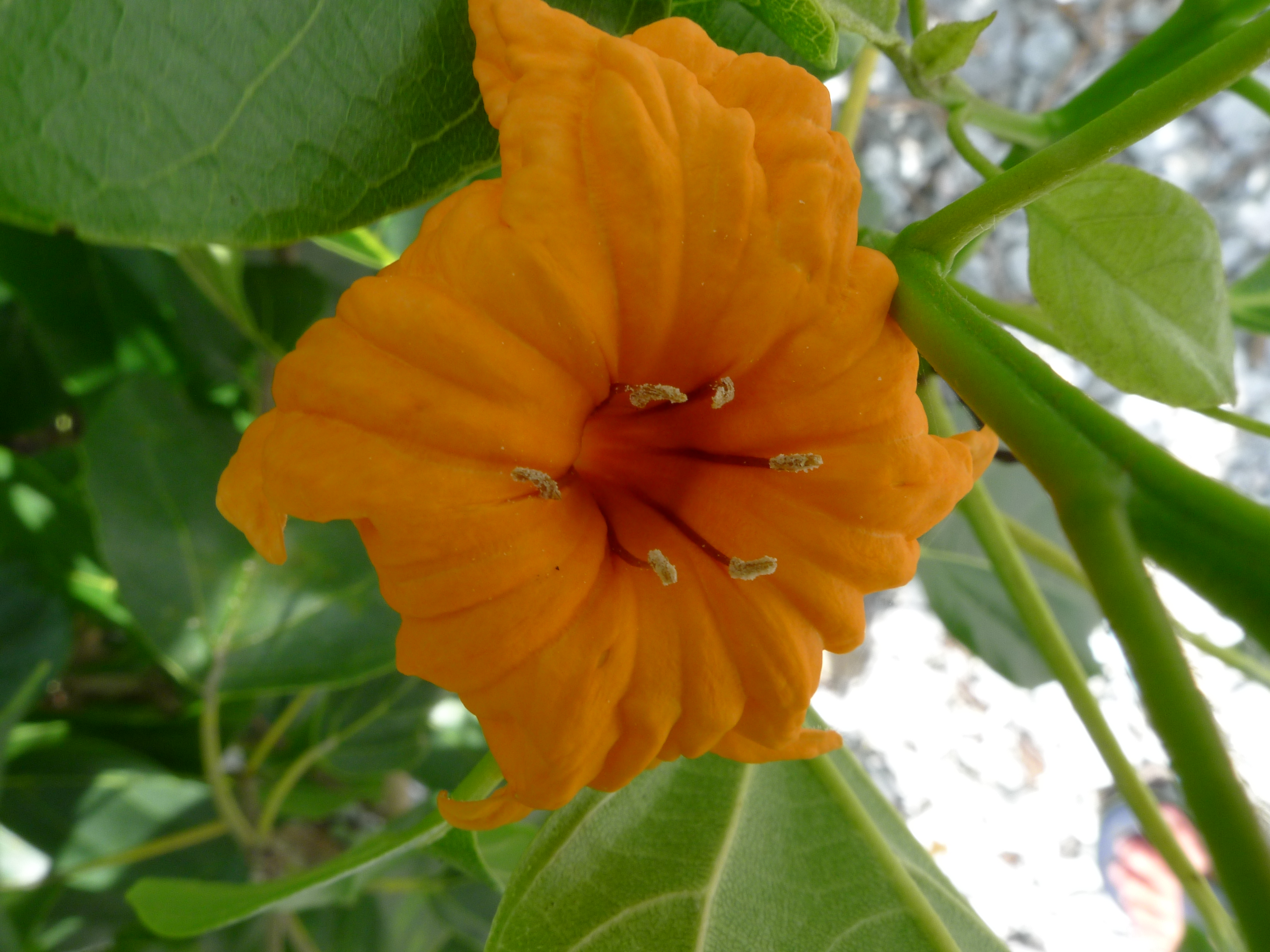
Detalle de la flor

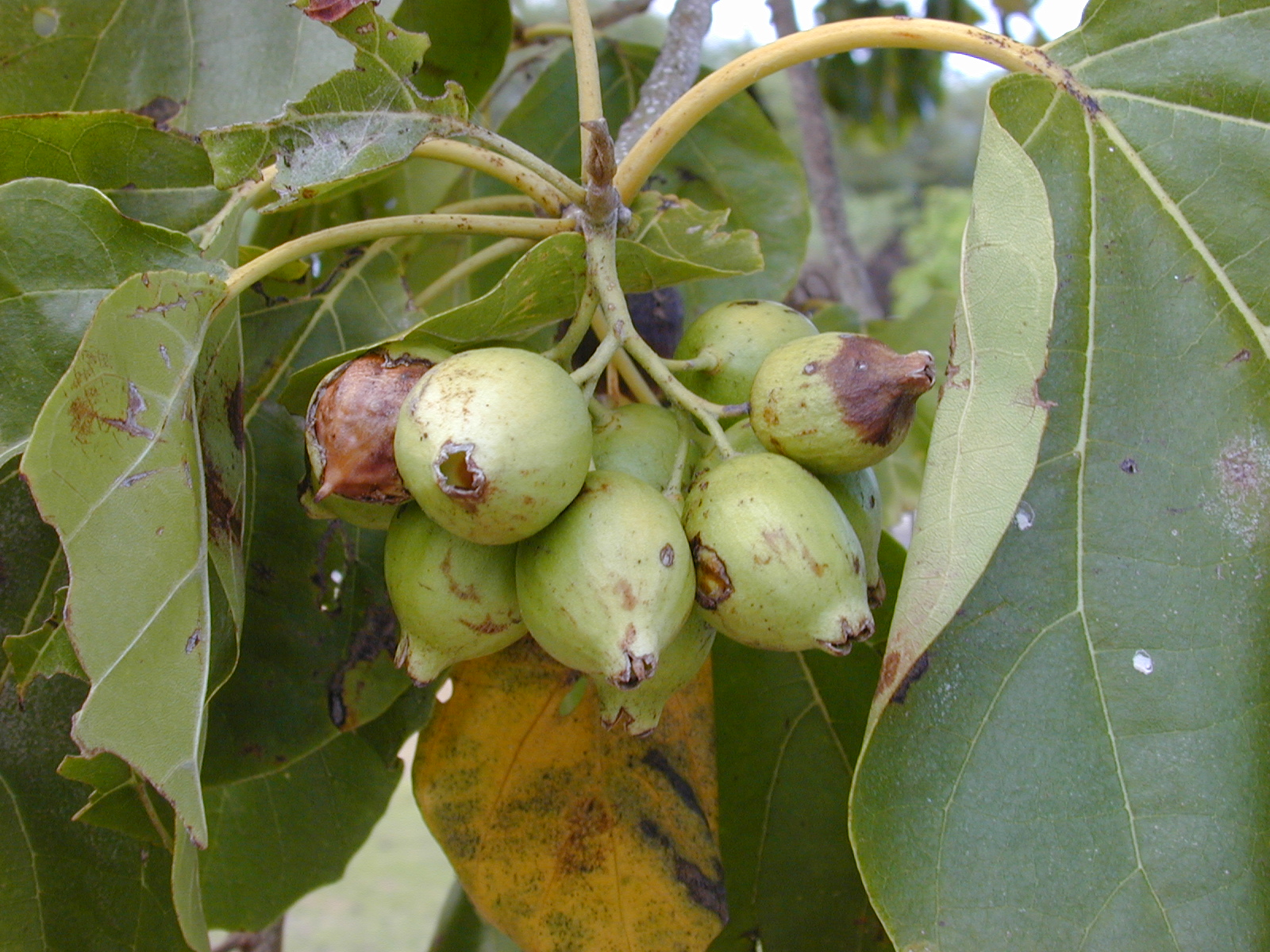
Frutos

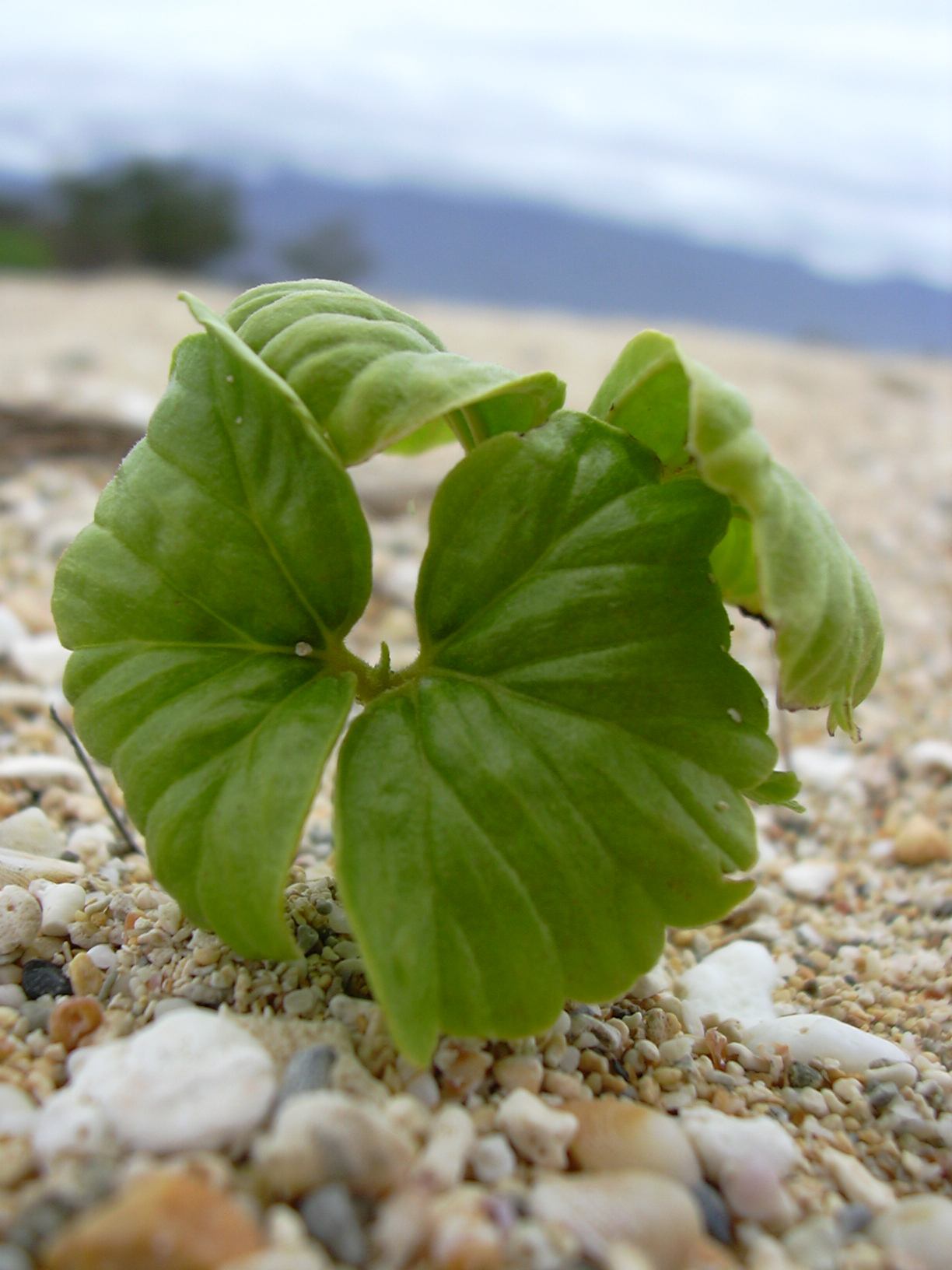
Hojas

## Descripción
C. subcordata alcanza un tamaño de 7-10 m de altura en la madurez, pero puede ser tan alta como 15 m. Tiene hojas ovaladas que miden 8-20 cm de largo por 5-13 cm  de ancho. Las flores son tubulares de 2,5-4 cm de diámetro y forma cimas o panículas. Los pétalos son de color naranja y los sépalos son de color verde pálido. La floración se produce durante todo el año, pero la mayoría de las flores se producen en primavera. Las frutas se producen durante todo el año. Son esféricas, de 2-3 cm de largo, y cuando madura leñosa. Cada fruto contiene cuatro o menos semillas que miden 10-13 mm   de largo. Los frutos son flotantes y pueden ser llevados a largas distancias por las corrientes oceánicas.

### Hábitat
C. subcordata es un árbol de las costas, que se encuentran en altitudes desde el nivel del mar hasta los 30 m de altitud, pero puede llegar hasta los 150 m. Crece en zonas que reciben 1.000-4.000 mm  de precipitación anual. C. subcordata prefiere suelos neutros a alcalinos  ( pH de 6/1 a 7/4), tales como los procedentes de basalto, piedra caliza, arcilla, o arena. Admisite texturas de suelo que incluyen la arena, arenoso franco ,  franco arcillo arenoso, arcillo arenoso, franco arcilloso y arcilla.

## Usos
Las semillas son comestibles y se han comido durante las hambrunas. C. subcordata arde fácilmente, y esto le llevó al apodo de Árbol queroseno en Papúa Nueva Guinea. La madera del árbol tiene una gravedad específica de 0,45, es suave, duradera, fácil de trabajar, y resistente a las termitas. En la antigua Hawái la madera se utilizaba para hacer cuencos, utensilios, y grandes calabazas, ya que no confieren un mal sabor a los alimentos. Estos cuencos eran de 8-16 litros  y se utilizaba para almacenar y fermentar el poi. Las flores fueron utilizados para hacer Lei, mientras que un tinte  se obtenía de las hojas.

## Taxonomía
Cordia subcordata fue descrita por Jean-Baptiste Lamarck y publicado en Tableau Encyclopédique et Methodique ... Botanique 1: 421. 1792.
Sinonimia
- Cordia banalo Blanco
- Cordia campanulata Roxb.
- Cordia hexandra Willd. ex Roem. & Schult.
- Cordia ignota Blanco
- Cordia orientalis R.Br.
- Cordia rumphii Blume
- Cordia sebestena G.Forst.
- Lithocardium subcordatum Kuntze
- Novella nigra Raf.[6]